# استند
استند (به آلمانی: Stenden) شهرکی در لتونی است که در talsi district واقع شده‌است.